# Irma Adelman
Irma Glicman Adelman (ur. 14 marca 1930 w Rumunii, zm. 5 lutego 2017) – profesor ekonomii na Graduate School Kalifornijskiego Uniwersytetu w Berkeley. Wniosła znaczący wkład w dziedzinę ekonomii rozwoju.
Studiowała na Uniwersytecie Kalifornijskim, gdzie w 1950 roku otrzymała tytuł Business Adminstration, a w roku 1955 stopień doktora ekonomii. Była również członkiem Amerykańskiej Akademii Nauki i Sztuki.

## Wyróżnienia
Fellow, The Royal Society for the Encouragement of Arts, Manufactures & Commerce

Fellow, American Agricultural Economics Association

Order of Bronze Tower, Government of South Korea, 1971

Vice President, American Economic Association, 1979–80

Women's Hall of Fame, University of California at Berkeley, 1994

Berkeley Citation 1996

Distinguished Fellow, American Economic Association, 2004

Laurea ad Honorem in Economia Politica, Universita Di Parma, Italy 2005

## Ważniejsze publikacje
- "Dynamic Properties of the Klein-Goldberger Model", with F.L. Adelman, 1959, Economica
- Theories of Economic Growth and Development, 1961.
- "An Econometric Analysis of Population Growth", 1963, AER.
- "Foreign Aid and Economic Development: The case of Greece", with H.B.Chenery, 1966, REStat.
- The Theory and Design of Economic Development, 1966.
- Society, Politics and Economic Development: a quantitative approach, with C.T. Morris, 1967.
- Economic Growth and Social Equity in Developing Countries, with C.T. Morris, 1973.
- "Strategies for Equitable Growth", 1974, Challenge
- "Development Economics: a reassessment of goals", 1975, AER.
- "Growth, Income Distribution and Equity-Oriented Development Strategies", 1975, World Development
- "Policies for Equitable Growth", with C.T. Morris, and S. Robinson, 1976, World Development
- Income Distribution Policy in Developing Countries: A case- study of Korea, with S. Robinson, 1977.
- "Growth and Impoverishment in the Middle of the 19th Century", with C.T. Morris, 1978, World Development
- Redistribution Before Growth: A strategy for developing countries. 1978.
- "Beyond Export-Led Growth", 1984, World Development
- "A Poverty-Focused Approach to Development Policy", 1986, in Lewis, editor, Development Strategies Reconsidered
- "Confessions of an Incurable Romantic", 1988, BNLQR.
- Comparative Patterns of Economic Development, 1850-1914, 1988.